# Cryptoheros altoflavus
Cryptoheros altoflavus is een straalvinnige vissensoort uit de familie van de cichliden (Cichlidae). De wetenschappelijke naam van de soort is voor het eerst geldig gepubliceerd in 2001 door Allgayer.